# Yemi Alade
Yemi Eberechi Alade (Abia, 13 de marzo de 1989), popularmente conocida como Yemi Alade, es una cantante y compositora nigeriana de afropop. Obtuvo popularidad después de ganar el Peak Talent Show en 2009, y es conocida por su sencillo "Johnny".

## Primeros años
Yemi Eberechi Alade nació el 13 de marzo de 1989 en Abia, Nigeria. Alade tiene el apodo de "Yoruba-Igbo girl" ya que su padre, James Alade, es de Yoruba, mientras que su madre, Helen Uzoma, es de Igbo. Alade es la quinta de los siete niños en su familia. Acudió a la Escuela Primaria St Salvador Británica, y después fue a la Escuela de Gramática de Victoria en Lagos antes de obtener un grado en Geografía en la Universidad de Lagos.

## Trayectoria musical

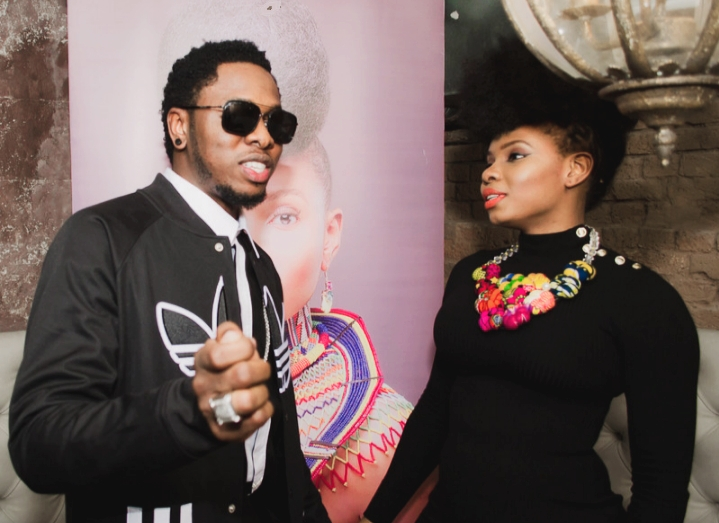
Fiesta de escucha del álbum Mama Africa de Yemi Alade.jpg Descripción:Runtown asiste a la fiesta de escucha del álbum Mama Africa de Yemi Alade en The Tunnel, Londres.

Alade tuvo su debut musical en un grupo musical de chicas llamado Noty Spices en 2005, pero su música se volvió ampliamente popular después de que ganó el Peak Talent Show en 2009. Más tarde sacó su primer sencillo "Fimisile" bajo la compañía discográfica Jus' Kiddin'.
En 2012 firmó contrato con la compañía discográfica Effyzzie Music Group y sacó su sencillo, "Ghen Ghen Love".
En julio de 2013, Alade publicó el vídeo para su canción romántica afro-R&B "Bamboo", producida por Fliptyce. "Bamboo" tuvo un éxito moderado y fue una canción popular para bodas. En el último cuarto de 2013 rompió records cuando su sencillo "Johnny", producido por Selebobo, fue filtrado en Internet. La canción se volvió un gran éxito internacional cuando dominó listas de música en Tanzania, Kenia, Ghana, Sudáfrica, Liberia, Uganda, Zimbabue y el Reino Unido, entre otros. Ha sido considerada como una de las mejores canciones de 2013, a pesar del hecho que fue lanzado hacia el fin del año y sin un vídeo musical.
Alade ha aparecido en las portadas de varias revistas y en conciertos alrededor del mundo, compartiendo el escenario y canciones con Mary J. Blige, Shina Peters, Wizkid, Becca, M.I., May D, Waje y Yemi Sax. También fue la titular del Super Diva's Nite en el Festival Calabar de 2013, y abrió para el Premios Headies del 2013 (popularmente conocidos como los "Grammys nigerianos").
En 2014 Alade fue parte de la canción "Lights" de Yung6ix, así como en un remix de "Sebiwo" por el artista de afropop beninés Lace. Alade colaboró con el cinematógrafo Clarence Peters para crear un vídeo musical para "Johnny", el cual fue lanzado en marzo de 2014 con reconocimientos de la crítica, y que ahora tiene más de 80 millones de reproducciones en YouTube.
Alade se unió a M.I, Waje, Timi Dakolo, y Burna Boy para cantar el tema para Portuario Harcourt, el cual recibió el reconocimiento de la UNESCO de Capital Mundial del Libro de 2014, como parte de un proyecto que insta a personas jóvenes a leer y a seguir con sus estudios escolares. Poco después, Alade lanzó un nuevo sencillo llamado "Tangerine", en colaboración con el cantante Selebobo; fue aclamada en varias listas de música por toda África. Apareció como artista invitada en el primer álbum del cantante Falz.
Lanzó su primer álbum, King of Queens, el 2 de octubre de 2014, y empezó un tour posteriormente. Yemi Alade lanzó su segundo álbum titulado “Mama Africa” en marzo de 2016.
En 2017 obtiene popularidad global con su sencillo "Tumbum" al estar dentro de la lista oficial de canciones del aclamado videojuego de Ubisoft Just Dance 2018, mismo sencillo que la catapulta a las Américas y parte de Asia.

## Discografía

### Álbumes
- King of Queens (2014)
- Mama Africa (Yemi Alade album) (2016)
- Black Magic (2017)
- Woman of Steel (2019)
- Empress (2020)
- Rebel Queen (2024)

### Álbumes (EP)
- Mama Afrique (2017)
- Queendoncom (2021)
- African Baddie (2022)
- Mamapiano (2023)

### Sencillos seleccionados
- "Fire" (2021)
- "I choose You" (con Dadju) (2020)
- "Boyz" (2020)
- "True Love" (2020)
- "Oga" (2019)
- "Oh My Gosh" (ft. Rick Ross) (2019)
- "Oh My Gosh" (2018)
- "How I Feel" (2018)
- "Bum Bum" (2018)
- "Charliee" (2017)
- "Want You" (julio de 2016)
- "Africa (ft. Sauti Sol)" (julio de 2016)
- "Kom Kom (ft. Flavour)" (mayo de 2016)
- "Ferrari" (marzo de 2016)
- "Koffi Anan" (Freestyle) (enero de 2016)[12]
- "Classic Girl Freestyle" (Jidenna's "Classic Man" cover) (2015)
- "Na Gode" (julio de 2015)
- "Johnny" (octubre de 2013)
- "Fimisile" (2009)

## Premios y nominaciones

### Premios MTV Africa
| Año  | Nominado   | Galardón               | Resultado | Ref. |
| ---- | ---------- | ---------------------- | --------- | ---- |
| 2015 | Yemi Alade | Mejor Artista Femenino | Ganadora  |      |

### BET Awards
| Año  | Nominado   | Galardón                           | Resultado | Ref. |
| ---- | ---------- | ---------------------------------- | --------- | ---- |
| 2015 | Yemi Alade | Mejor Arista Internacional: África | Nominada  |      |
| 2016 | Yemi Alade | Mejor Arista Internacional         | Nominada  |      |

### Nigerian Entertainment Awards
| Año  | Nominado   | Galardón                 | Resultado | Ref. |
| ---- | ---------- | ------------------------ | --------- | ---- |
| 2014 | Yemi Alade | Artista Femenina del Año | Nominada  |      |
| 2015 | Yemi Alade | Artista Femenina del Año | Ganadora  |      |

### City People Entertainment Awards
| Año  | Nominado   | Galardón                 | Resultado | Ref. |
| ---- | ---------- | ------------------------ | --------- | ---- |
| 2014 | Yemi Alade | Artista Femenina del Año | Nominada  |      |

### Premios MOBO
| Año  | Nominado   | Galardón                    | Resultado | Ref. |
| ---- | ---------- | --------------------------- | --------- | ---- |
| 2014 | Yemi Alade | Mejor Acto Musical Africano | Nominada  |      |

### Premios YEM
| Año  | Nominado   | Galardón                 | Resultado | Ref. |
| ---- | ---------- | ------------------------ | --------- | ---- |
| 2012 | Yemi Alade | Artista Femenino del Año | Nominada  |      |

### Premios ELOY
| Año  | Nominado   | Galardón              | Resultado | Ref. |
| ---- | ---------- | --------------------- | --------- | ---- |
| 2013 | Yemi Alade | Mujer más Prometedora | Nominada  |      |